# Darío Arizmendi
Darío Arizmendi Posada (Yarumal, Antioquia, 16 de julio de 1946) es un periodista colombiano, fue director de noticias de Caracol Radio desde 1991 hasta 2019 propiedad del Grupo PRISA, perteneciente al Grupo Prisa. Es hermano del político colombiano Octavio Arizmendi Posada, ya fallecido.
Anunció su retiro el 23 de abril de 2019 de la emisora Caracol Radio. Su retiro se oficializó el 5 de julio de 2019.Fue ganador de los Premios Ortega y Gasset en 2019. Actualmente tras dejar la dirección de noticias de la cadena asumió la vicepresidencia de opinión de Caracol Radio.

## Estudios
Se graduó en ciencias de la información en la Universidad de Navarra, de España; tiene un doctorado en ciencias políticas del mismo centro educativo y una maestría en periodismo en la Universidad de Madrid. 

## Trayectoria
Ha ejercido la diplomacia y el periodismo en prensa, radio y televisión durante 49 años. Fundador y director del diario El Mundo de Medellín, pasó a ser el director de Caracol Radio y del programa «6 AM 9 AM Hoy por Hoy» hasta 2019. Fue el presentador y director del programa de televisión Cara a cara. 
Cuando terminó su carrera, trabajó en España. El diario El Alcázar, lo envió a cubrir la Guerra de los Seis Días, entre Egipto e Israel, en 1967. También trabajó en Madrid y Nuevo Diario, del cual fue uno de sus fundadores y en el cual ocupó la secretaría de redacción.
A su regreso a Colombia, a finales de 1969, entró a trabajar a El Colombiano, diario conservador antioqueño, como jefe de redacción. Fue uno de los fundadores de la Facultad de Comunicación Social de la Universidad Pontificia Bolivariana, de la cual fue profesor durante seis años. También fue profesor de periodismo en la Universidad de Antioquia, entre 1970 y 1975.
En 1974 fundó en Medellín la empresa La Voz y la Imagen que tuvo durante varios años la concesión de Radio Cadena Nacional (RCN) para la cual hacía el noticiero. En 1977 fue editor de libros y ocupó la gerencia de Interprint Editores y de Editorial Albón S.A.
En 1989 fue Embajador Plenipotenciario de Colombia ante la Asamblea Ordinaria de sesiones de la Organización de Naciones Unidas en Nueva York.
En 2019 es Vicepresidente de Opinión de Caracol Radio. Dirige y conduce el programa de televisión llamado Entérate emitido por Caracol TV Internacional.

## Inclusión en la lista de losPanama Papers
El 9 de mayo del 2016 su nombre aparece reportado en la lista de personas vinculadas con el ocultamiento de propiedades, activos y ganancias de empresas, y la evasión tributaria de jefes de Estado y de gobierno, líderes de la política mundial y el periodismo, personas políticamente expuestas y personalidades de las finanzas, negocios, deportes, y artes. Esta filtración informativa financiera ha sido denominada en los medios de comunicación como el escándalo de los Panama Papers.

## Premios
Ha recibido 50 premios, entre ellos:
- el Rey de España en radio.
- el Premio Ondas, de España.
- el Premio Maria Moors Cabot (1986), de la Universidad de Columbia.
- el Simón Bolívar a la Vida y Obra, por su contribución al progreso del periodismo colombiano.[5]
- el Premio Ortega y Gasset de España.

"Con este reconocimiento el CPB premia al periodista que por sus méritos, trayectoria y ejecutoria profesional se destaca como el mejor de los últimos años. La selección del ganador de esta categoría la hizo la junta directiva de esta agremiación".
Círculo de Periodistas de Bogotá (CPB)

## Periodismo
Debido a que en Colombia hay grupos armados al margen de la ley muchos periodistas como Arizmendi son amenazados de muerte, este periodista debió salir del país en el año 2007, sin embargo el Gobierno de Colombia ofreció una millonaria recompensa tras las amenazas. Esto fue lo que dijo el mandatario sobre lo sucedido con Arizmendi.

"No podemos permitir que el terrorismo deteriore la libertad de prensa de nuestro país", dijo el Presidente Álvaro Uribe, tras anunciar una recompensa de hasta de 1.000 millones de pesos por su periodista.
Álvaro Uribe

Caracol Radio informó a la Policía que una de las posibilidades que se evalúa es que la amenaza haya provenido de las Fuerzas Armadas Revolucionarias de Colombia.(FARC).
Pero esto no ha intimidado al periodista ya que este sigue con su carrera periodística desde el lugar donde se encuentra, continúa realizando todos los días su programa de opinión personal.

## Obras
- Las propagandas políticas